# Ouragan Cesar-Douglas
L’ouragan Cesar-Douglas est un cyclone tropical qui tua 122 personnes en Amérique centrale et du Sud à la fin du mois de juillet 1996. Cesar, de Catégorie 1, s'est formé en mer des Caraïbes et noya l'Amérique centrale sous la pluie, tuant 67 personnes et obligeant les gouvernements locaux à se déclarer la région zone sinistrée. Après avoir traversé l'Amérique centrale, la tempête poursuit sa course dans l'océan Pacifique et devient l'ouragan Douglas, un événement de la saison cyclonique 1996 dans l'océan Pacifique (en), et atteignit la catégorie 4 en plein océan.

## Évolution météorologique
L'ouragan Cesar nait d'une onde tropicale et d'une large zone de dépression qui atteint l'Atlantique depuis la côte est de l'Afrique le 17 juillet. Pendant plusieurs jours, l'onde se déplace vers l'ouest sans organisation, bien qu'un anticyclone lui procure des conditions favorable pour son développement. Le 22 juillet, des mouvements de convections se développent tandis que l'onde s'approche du sud des Îles du Vent. La pression en surface chute régulièrement tandis que le système atteint les Petites Antilles et une circulation commence à se développer près de Trinité-et-Tobago. Selon les données de surface et satellitaires, il est estimé que le système se développe en une dépression tropicale 3 à 18h00 UTC le 24 juillet près de l'île de Margarita, au large de la côte nord du Venezuela. Sur le plan opérationnel, le National Hurricane Center (NHC) ne le considère comme une dépression tropicale que 18 heures plus tard,.
Avec une crête barométrique inhabituellement forte localisée sur les Bahamas, la dépression tropicale se déplace vers l'est à travers le sud de la Mer des Caraïbes, près des côtes septentrionales de l'Amérique du Sud. Vers 12h00 UTC le 25 juillet, elle atteint l'île de Curaçao, qui rapporte des vents soutenus de 75 km/h. L'observation indique que la dépression atteint le statut de tempête tropicale, bien que celui-ci ne soit officialisé que le lendemain, lorsque le NHC lui donne le nom de Cesar. Après avoir traversé Curaçao, la tempête se déplace près ou au-dessus de la péninsule de Guajira, dans l'extrême Nord de la Colombie. Sa proximité avec l'Amérique du Sud prévient un renforcement significatif jusqu'à ce que le 26 juillet la tempête atteigne les eaux du sud de la mer des Caraïbes.

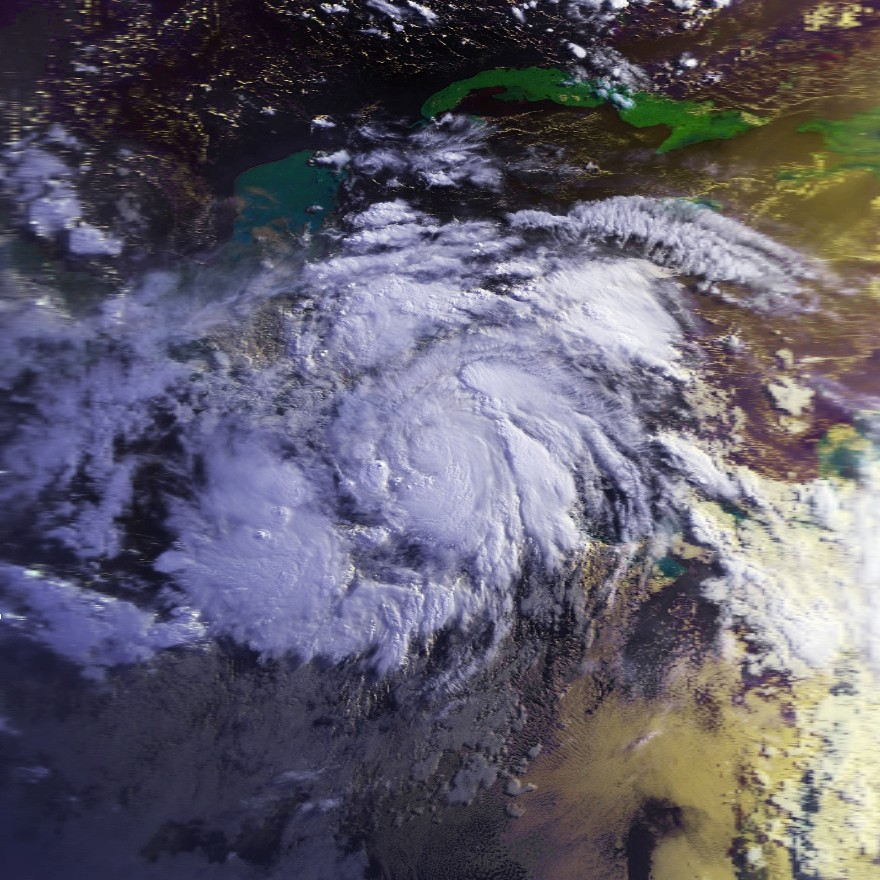
Cesar atteignant la côte du Nicaragua.

Le 27 juillet, Cesar atteint le statut d'ouragan environ à mi-chemin entre la Colombie et le Nicaragua. Plus tard dans la journée, l'ouragan passe au-dessus de l'île San Andrés, qui fait partie d'un archipel colombien au large des côtes du Nicaragua. Tandis que Cesar approche de l'Amérique centrale, un œil de 19 km se forme, entouré par une profonde convection. À environ 04h00 UTC le 28 juillet, l'ouragan Cesar touche la côte juste au nord de Bluefields, au Nicaragua, avec des vents de 140 km/h. Il se déplace rapidement vers le nord-ouest à travers le pays, régressant au statut de tempête tropicale, et atteint l'océan Pacifique le 29 juillet. En atteignant le Pacifique, le système est renommé en Dépression Tropicale Sept-E, mais en post analyse il est déterminé que le cyclone a maintenu son statut de tempête tropicale en traversant l'Amérique Centrale. Une fois son statut confirmé, il est renommé tempête tropicale Douglas. À cette époque, il est de coutume d'après l'organisation météorologique mondiale de renommer les cyclones lorsqu'ils passent de l'Atlantique au Pacifique.
Tandis que le cyclone se déplace vers l'ouest, il s'intensifie rapidement, avec un œil se développant vers 09h00 UTC le 29 juillet. Peu après, Douglas atteint le statut d'ouragan à environ 185 km au sud-ouest de la frontière entre le Guatemala et le Mexique. À ce moment, les prévisions anticipent deux scénarios pour le futur de Douglas ; l'un est un mouvement vers le nord-ouest avec un atterrissage près d'Acapulco, l'autre est une continuation de son parcours vers l'ouest au-dessus de l'océan. Douglas prit finalement le deuxième chemin. Le 29 juillet, l'œil du cyclone apparaît bien défini sur les radars mexicains, et avec un fort courant sortant, une haute température de surface de la mers et une région climatologiquement favorable aux ouragans puissants, le NHC prévoit pour Douglas un renforcement avec des vents de 185 km/h. Le jour suivant, sa structure devient atypique pour un ouragan qui se renforce et son œil disparaît brièvement des images satellite.
Le 31 juillet, Douglas devient plus organisé, oblique vers l'ouest-nord-ouest et atteint le statut d'ouragan majeur, ou la Catégorie 3 sur l'échelle de Saffir-Simpson, à environ 330 km au sud ouest de Manzanillo. Tôt le 1er août, Douglas provoque des rafales montant à 215 km/h, équivalent à la Catégorie 4 sur l'échelle de Saffir-Simpson. Plus tard dans la journée, il atteint sa plus basse pression avec 946 mbar à environ 440 km au sud de la pointe sud de la péninsule de Basse-Californie. Douglas maintient son pic d'intensité pendant 36 heures jusqu'au 2 août lorsque son œil devient moins organisé et la convection globale commence à s'affaiblir. L'affaiblissement continue en raison des eaux froides que Douglas rencontre en se déplaçant vers l'ouest, et le 3 août, l'ouragan régresse au statut de tempête tropicale. Il y a alors une convection minimale bien que le centre reste bien défini. Le 5 août, Douglas se transforme en dépression tropicale et le jour suivant il cesse de pouvoir être classé en tant que cyclone. La circulation résiduelle continue son chemin vers l'ouest pendant encore plusieurs jours.

## Préparatifs
Avant l'arrivée de Cesar au Venezuela, une alerte à la tempête tropicale fut lancée dans les régions à l'ouest de Vela de Coro (es) et jusqu'à la frontière colombienne; l'alerte fut levée plus tard dans la journée. Le gouvernement colombien lança une alerte le 25 juillet de la frontière vénézuélienne jusqu'à Barranquilla, de même que les îles d'Aruba et Curaçao. Ces alertes furent levées le jour suivant, après le passage de la tempête.
Tandis que Cesar approche de l'Amérique centrale, des alertes sont lancées au Nicaragua 31 heures avant qu'il atteigne la côte, laissant amplement le temps de se préparer à l'ouragan. L'ouragan Joan (en) ayant touché le pays à peine huit ans plus tôt, 10 724 personnes sont évacuées avant et pendant l'ouragan et trouvent refuge dans des camps spéciaux.
Le 29 juillet, peu après que Cesar ait atteint l'océan Pacifique et soit renommé Tempête tropicale Sept-E, le gouvernement du Mexique lance une alerte cyclonique depuis Puerto Madero à Acapulco. Environ 12 heures plus tard, après que la tempête soit devenu l'ouragan Douglas, le gouvernement mexicain annule ses prévisions et lance une nouvelle alerte de Salina Cruz à Acapulco ; ceci est dû à l'accélération des vents associés à Douglas et sa proximité avec la côte sud du Mexique. Une autre alerte cyclonique est brièvement lancée le 30 juillet d'Acapulco à Manzanillo.

## Dommages
| Pays       | Victimes | Dommages matériels |
| ---------- | -------- | ------------------ |
| Costa Rica | 44       | 200 000 000 $      |
| Nicaragua  | 42       | 50 500 000 $       |
| Colombie   | 14       | 440 000 $          |
| Salvador   | 13       | 10 000 $           |
| Venezuela  | 5        | Inconnu            |
| Curaçao    | 1        | Inconnu            |
| Honduras   | 0        | 500 000 $          |
| Guatemala  | 0        | 500 000 $          |
| Mexique    | 0        | 10 000 $           |
| Total      | 117      | 253 000 000 $      |

L'ouragan César était un cyclone chargé d'humidité tropicale qui a provoqué de fortes chutes pluies le long de son chemin à travers le sud de la Mer des Caraïbes sud et l'Amérique centrale. Les dégâts ont été de modérée à extrêmes en raison des glissements de terrain et des inondations, et plus de 65 personnes ont été tuées.

### Petites Antilles et Amérique du Sud
La dépression tropicale qui deviendra César a produit des pluies et des vents soufflant en rafales à travers une grande partie des Petites Antilles. Au Venezuela, les fortes pluies ont déclenché des inondations et des glissements de terrain qui ont tué au moins cinq personnes. Dans la capitale, Caracas, 45 personnes ont été laissées sans abri à la suite de la tempête. Bien que la tempête soit passée directement au-dessus de la région, les îles ABC, au large de la côte de la Colombie et du Venezuela, ont reçu peu de précipitations, avec un pic à 3,81 mm à Curaçao. Les rafales les plus fortes ont également été mesurées à 95 km/h sur l'île. Les vents ont causé des dommages mineurs aux toits et aux arbres dans les trois îles, ainsi que du ressac qui a noyé une personne à Curaçao.
Comme une tempête tropicale, Cesar a frappé la côte nord de la Colombie, apportant des pluies abondantes et des vents soufflant en rafales. Au moins trois personnes ont été tuées dans des incidents liés à la tempête, dont lors d'un glissement de terrain qui a enterré une maison à Pueblo Bello, dans la partie nord du pays. Cesar a provoqué des pluies torrentielles dans l'archipel de San Andrés, Providencia et Santa Catalina, au large de la côte est du Nicaragua. Onze personnes ont été tuées à travers l'archipel, dont huit enfants qui sont morts dans un glissement de terrain. À travers les îles, 60 maisons ont perdu leur toit et de nombreux arbres ont été abattus en raison des vents violents. Le gouverneur local a déclaré que les dégâts dus à Cesar ont atteint 800 000 000 COP, soit 440 000 $.

### Nicaragua
Des pluies torrentielles ont été l'effet immédiat de César, avec un pic de 271 mm à Bluefields avec de nombreux autres endroits rapportant plus de 150 mm. Les précipitations intenses a conduit à des glissements de terrain généralisés et des débordements de rivières à travers le pays montagneux. La région la plus touchée est le lac de Managua, où le niveau d'eau a approché des niveaux dangereux. La tempête a provoqué d'importants dégâts dans tout le pays, pour un montant total d'environ 50,5 millions de dollars. De larges portions de terres agricoles du pays ont été touchées, entraînant une pénurie alimentaire à la suite de l'ouragan. Selon les autorités nicaraguayennes, plus de 2 500 maisons, 39 ponts et 40 km de routes ont été détruits par César. En tout, la tempête a tué 42 personnes et fait environ 100 000 sans-abri.

### Costa Rica
Comme le Nicaragua, le Costa Rica a reçu de fortes pluies, conduisant à des coulées de boue et des inondations généralisées. Les inondations ont endommagé 51 maisons et en ont emporté 213 ou plus; 72 ponts ont également été détruits. L'eau potable contaminée a conduit à des épidémies de paludisme et de choléra à travers le pays. Le réseau routier a été considérablement endommagé. Le gouvernement du Costa Rica a demandé l'aide internationale à la suite de la tempête. Au moins 44 personnes ont été tuées et le montant des dégâts causés aux cultures s'élèvent à 100 millions de dollars. En tout, la tempête a causé 177 millions de dollars de dommages.

### El Salvador
Tandis que César continuait sa course vers l'ouest, il a provoqué de fortes inondations et des glissements de terrain dans l'ouest du Salvador, faisant neuf morts dans la communauté de José Cecilio del Valle. Quatre autres se sont noyés dans d'autres parties du pays.

### Mexique
L'ouragan Douglas a apporté jusqu'à 150 mm de pluie sur la côte sud du Mexique et a abouti à une onde de tempête de 1,2 m, mais aucun décès n'a été signalé.

## Épilogue et retrait
Le nom de César a été retiré au printemps 1997 et ne sera jamais utilisés à nouveau dans l'océan Atlantique. Il a été remplacé par Cristobal de la saison 2002.
Parce qu'il n'a eu aucun effet sur les terres, le nom Douglas n'a pas été retiré. Il a été réutilisé dans les saisons 2002 (en) et 2008 (en).